# Acacia leptostachya
Acacia leptostachya — вид квіткових рослин з родини бобових. Ареал: Австралія (Квінсленд).

## Середовище
Він зустрічається в різноманітних середовищах існування, зростаючи в глибоких піщаних або скелетних ґрунтах, що перекривають гранітну або піщаникову основу, як частину евкаліптових лісових угруповань або тріодіальних луків.

## Біоморфологічна характеристика
Кущ або дерево зазвичай досягає максимальної висоти від 0,5 до 6 метрів. Має волохаті ребристі гілочки зі смолистими молодими пагонами. Вічнозелені філодії мають сріблясте запушення та форму від вузькоеліптичної до ланцетної, яка може бути прямою або неглибоко вигнутою. Філодії мають довжину від 4 до 9 см і ширину від 2 до 12 мм і містять багато тонких, досить щільно упакованих жилок, з двома або трьома більш помітними. Прості суцвіття розташовані парами на китицях. Циліндричні квіткові колоси мають довжину від 2 до 4 см і нещільно засипані золотистими квітками. Стручки мають лінійну форму, підняті над насінням і мають довжину приблизно до 6 см і ширину від 2 до 9 мм. Блискуче коричневе насіння має довгасту форму довжиною від 2,7 до 4 мм.